# Пулазе-Войдили
Пулазе-Войдили (пол. Pułazie-Wojdyły) — село в Польщі, у гміні Шепетово Високомазовецького повіту Підляського воєводства.
Населення — 186 осіб (2011).
У 1975-1998 роках село належало до Ломжинського воєводства.

## Демографія
Демографічна структура станом на 31 березня 2011 року:
|          | Загалом | Допрацездатний вік | Працездатний вік | Постпрацездатний вік |
| -------- | ------- | ------------------ | ---------------- | -------------------- |
| Чоловіки | 99      | 19                 | 63               | 17                   |
| Жінки    | 87      | 12                 | 44               | 31                   |
| Разом    | 186     | 31                 | 107              | 48                   |